# Eusexua
Eusexua è il terzo album in studio della cantautrice britannica FKA twigs, pubblicato il 24 gennaio 2025 dalla Young e Atlantic.
Segna il suo primo album in studio in cinque anni, dopo Magdalene (2019), e il suo primo lavoro completo in oltre tre anni, dopo il mixtape Caprisongs (2022). Eusexua è anche la traccia del titolo e il singolo principale dell'album, pubblicato il 13 settembre 2024.

## Descrizione
Il 16 giugno 2022, Twigs ha pubblicato il singolo Killer. Il 15 marzo 2023, ha presentato un brano inedito in una campagna di Calvin Klein, nella quale è apparsa anche lei. Il 14 settembre 2023, all'evento Vogue World: London, ha cantato la cover del classico rave dell'Opus III It's a Fine Day (1992); è stata raggiunta sul palco dai membri della Rambert Dance Company, così come da Cara Delevingne, con la quale ha condiviso un bacio coreografico. Il 1 ° ottobre 2023 si è esibita nella sfilata di Valentino alla settimana della moda di Parigi; la performance, intitolata Unearth Her, includeva brani registrati con il collaboratore e produttore di lunga data Koreless per il suo album di prossima uscita. Secondo Alex Rigotti di NME, le canzoni in anteprima "sembravano essere influenzate dalla techno ritmica e da strumentali trance sognanti".
Twigs ha iniziato ad anticipare l'album per la prima volta nel gennaio 2024 attraverso una serie di post sul suo account Discord. Dopo essersi trasferita a Praga per "un paio di stagioni estive" prima di lavorare su The Crow (2024), si innamorò della techno; mentre ha spiegato che l'album non sarebbe stato di quel genere ma ne avrebbe portato lo "spirito", e lo ha descritto come "profondo ma non triste". Ha inoltre rivelato di aver collaborato con il duo elettronico Two Shell che l'ha aiutata a creare l'era da zero dopo che 85 dei suoi demo sono trapelati nell'ottobre 2023. In un'intervista con British Vogue nel marzo 2024, ha spiegato il significato dietro la parola "eusexua", dicendo che l'ha inventata per descrivere la "sensazione di essere così euforici" da poter "trascendere la forma umana".

## Tracce
1. Eusexua – 4:24 (Tahliah Barnett, Elli Robert Fitoussi)
2. Girl Feels Good – 3:56 (Elli Robert Fitoussi)
3. Perfect Stranger – 3:17 (Barnett, Roberts, Mark Williams, Mikkel S. Eriksen, Raul Cubina, Tor Erik Hermansen, Elli Robert Fitoussi)
4. Drums of Death (con Koreless) – 3:11 (Barnett, Tintin Freeman, Roberts, Kwon Ji-yong, Robin L. Cho)
5. Room of Fools – 4:25
6. Sticky – 2:57
7. Keep It, Hold It – 4:32
8. Childlike Things (con North West) – 2:30 (Barnett, Mike Chapman, West, Roberts, Williams, Cubina, Xquisite Korpse, Jeff Bhasker, Marius de Vries, Patrick Lewis, Jack Benson, Simon Pilton Elli Robert Fitoussi)
9. Striptease – 4:37
10. 24hr Dog – 4:41
11. Wanderlust – 4:17 (Elli Robert Fitoussi)

## Classifiche
| Classifica (2025) | Posizione massima |
| ----------------- | ----------------- |
| Austria           | 20                |
| Belgio (Fiandre)  | 16                |
| Belgio (Vallonia) | 22                |
| Canada            | 42                |
| Croazia           | 8                 |
| Finlandia         | 34                |
| Francia           | 67                |
| Germania          | 37                |
| Grecia            | 78                |
| Irlanda           | 28                |
| Lituania          | 36                |
| Nuova Zelanda     | 21                |
| Paesi Bassi       | 32                |
| Polonia           | 52                |
| Portogallo        | 15                |
| Regno Unito       | 3                 |
| Spagna            | 20                |
| Stati Uniti       | 24                |
| Svizzera          | 13                |
| Ungheria          | 29                |